# Forte de São Francisco de Lovelhe
O Forte de São Francisco de Lovelhe, também denominado como Forte de Azevedo ou simplesmente Forte de Lovelhe, localiza-se na atual Freguesia de Vila Nova de Cerveira e Lovelhe, Município de Vila Nova de Cerveira, Distrito de Viana do Castelo, em Portugal.
Está classificado, conjuntamente com a Estação Arqueológica de Lovelhe, como Sítio de Interesse Público desde 2018.

## História

### Da Fundação ao século XVIII
A sua construção data dos inícios da Guerra da Restauração, tendo sido integrado na linha defensiva do Minho, que guarnecia a margem esquerda do rio Minho e parte do litoral atlântico português adjacente à sua desembocadura. Iniciadas em 1642, as obras de edificação foram dirigidas pelo Mestre-de-Campo General D. Francisco de Azevedo e Ataíde (Porto, 1616 - Lisboa, 13.02.1669), tendo ficado concluídas apenas no ano de 1663.
Estrategicamente posicionado a muito curta distância do rio, num ponto onde este poderia ser passado a vau, contava com um número variável de peças de artilharia e comunicava visualmente com a Atalaia de Lovelhe, cruzando fogos de artilharia com ela e também com o vizinho castelo de Vila Nova de Cerveira. Apesar de ser considerado de mais fácil e vantajosa defesa do que o velho castelo medieval da vila, o Forte de Lovelhe viria a ter um historial de utilização militar bastante irregular, quase intermitente, com longos períodos de semiabandono, alternados por períodos de actividade em que esteve activo, municiado e guarnecido. Assim, e após algumas décadas desactivado, o forte seria artilhado pela segunda vez na sua história em 1704, no contexto da intervenção portuguesa na Guerra da Sucessão Espanhola (1701-1714), sem que se tivessem registado quaisquer acções militares de vulto. O forte encontrava-se novamente desguarnecido em meados do século XVIII sendo que, em 1758, a Vedoria de Viana do Castelo o tinha arrendado e parcialmente em ruínas. Após algumas obras de reparação, como o reforço das muralhas e a reparação dos telhados dos quartéis e paióis, surge em 1776 guarnecido por uma dezena de soldados e, no ano seguinte, refere-se a existência no forte de sete peças de artilharia, de vários calibres. 

### Da Guerra Peninsular aos nossos dias

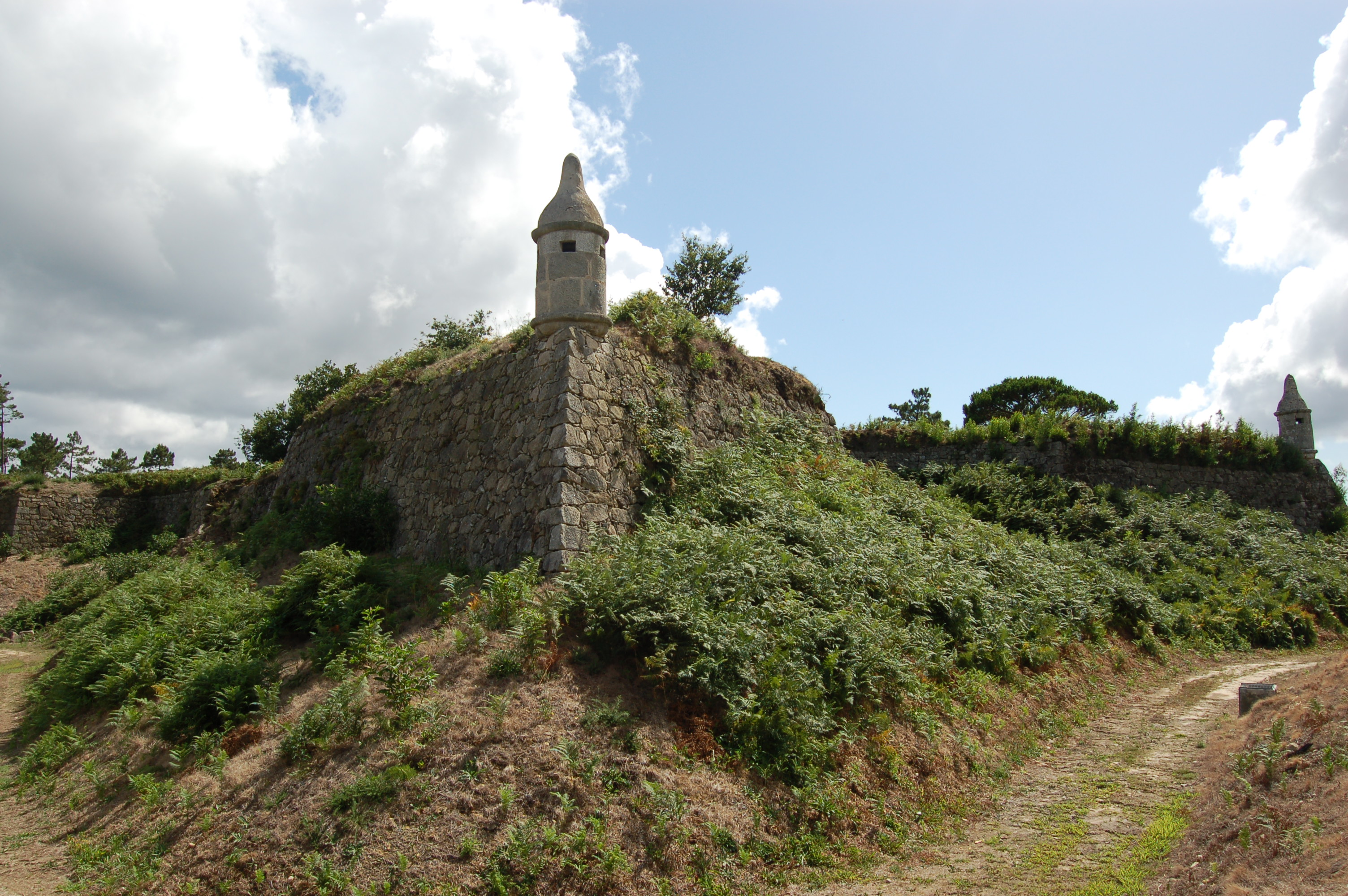
Forte de Lovelhe: detalhe de um dos baluartes.

No ano de 1797 o Marechal-de-Campo D. Rodrigo de Lencastre mandou reconstruir o forte, que estaria virtualmente devoluto desde que, em 1792, o príncipe-regente Dom João, em nome da rainha D. Maria I, fizera publicar um diploma legal proibindo a existência ou construção de quaisquer habitações, hortas ou cultivos no interior dos fossos, ou sobre quaisquer obras de fortificação da província do Minho.
O forte viria a ter a sua única acção militar de grande envergadura no ano de 1809, durante a Segunda Invasão Francesa. O forte estava guarnecido, mas muito mal artilhado, tendo apenas uma antiga peça de artilharia espanhola. Do lado espanhol da fronteira, o exército napoleónico do general Soult já havia tentado atravessar o rio Minho junto a Caminha. 
A 13 de Fevereiro, após se concentrarem diante de Cerveira, algumas forças francesas cruzam o rio a vau. Estando ausente o governador do forte, Sargento-mor José Ferreira Cardoso de Magalhães, terá sido a sua esposa, D. Ana do Nascimento Ferreira de Magalhães, vulgo "a Resina", que deu ordem de fogo ao canhão. Com tanta felicidade o fez que a primeira bala foi estilhaçar-se no solar onde se encontrava Franceschi, comandante da Infantaria Ligeira napoleónica. De seguida, fez-se pontaria a umas barcas que os franceses dirigiam rio abaixo para usar na travessia. O fogo certeiro do canhão de Lovelhe logrou pôr ao fundo duas ou três tendo o povo em armas, incitado pela mesma senhora, acorrido à margem para repelir os naufragados franceses. Como represália por este singular episódio militar, assim que as tropas francesas conseguiram penetrar em território português, uma força militar de infantaria comandada por um sargento investiu sobre o forte para o tomar e destruir, coisa que fizeram através do rebentamento propositado de um grande barril de pólvora colocado na capela castreja. A forte explosão deixou em ruínas os muros e taludes, arrasando virtualmente a capela, os quartéis e demais edificações interiores existentes.

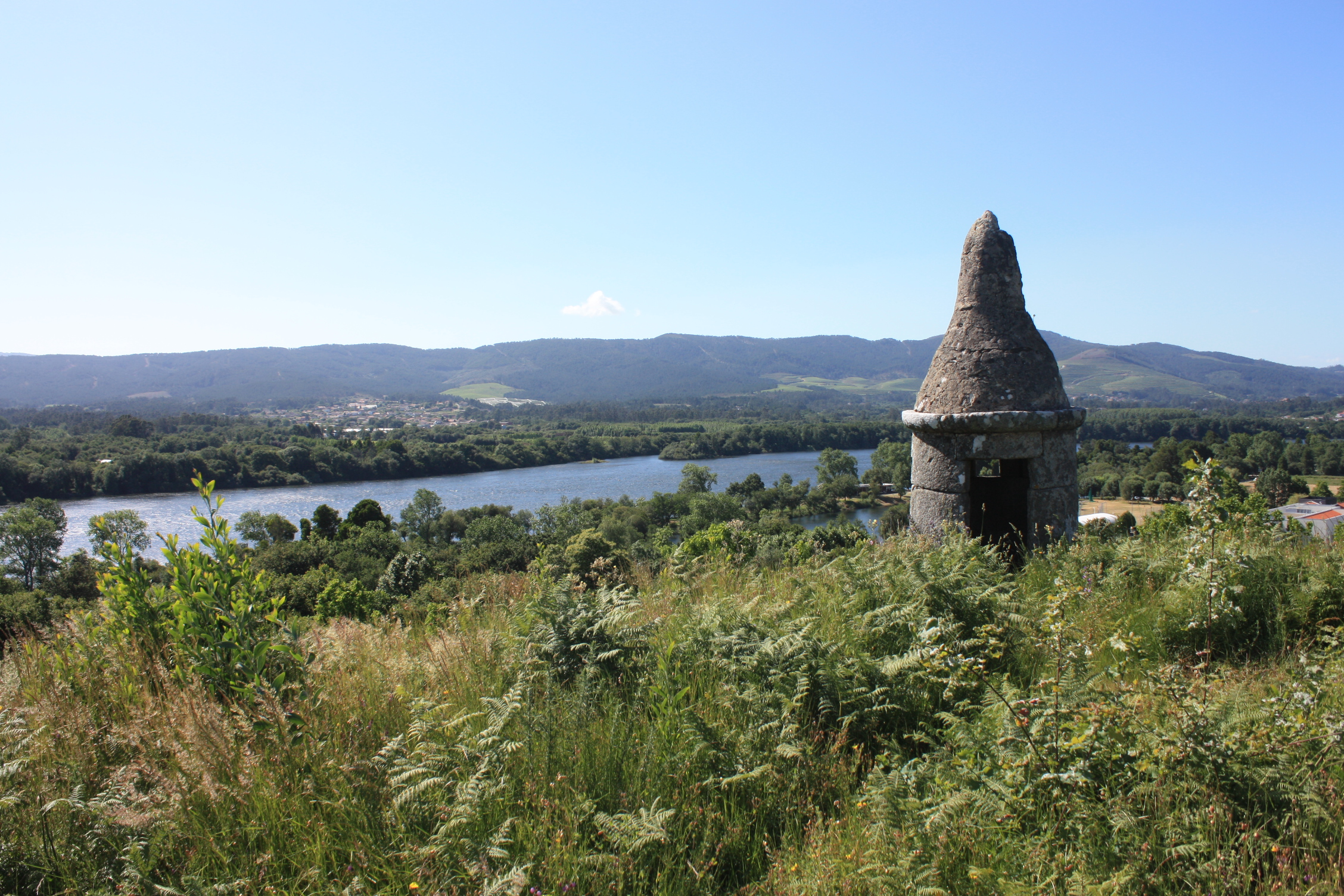
Forte de Lovelhe ou de Azevedo, detalhe com vista sobre o Rio Minho

Após este evento, o forte não voltou a ser recuperado. Em 1820 ainda foi utilizado como aquartelamento de veteranos, mas dez anos depois vivia no forte apenas um cabo. Estava abandonado em 1857, quando uma forte epidemia de febre-amarela motivou a sua utilização como lazareto. Pouco depois desta efémera utilização médica, caiu definitivamente em situação de abandono, tendo a população das imediações começado a furtar e aproveitar as pedras da porta-de-armas e da sua abóbada. Em 28 de março de 1928 e 18 de Abril de 1929, o Ministério da Guerra autorizou a venda das duas casas ainda existentes no interior do forte, ambas em ruínas, a compradores particulares. Ao longo dos anos seguintes, os restantes edifícios castrejos foram sendo arrendados a particulares, tendo o forte arruinado sido avaliado em 30.000$00 no ano de 1934. Tinha então 150.25 m² de área total e 222.90 m² de área construída. No dia 7 de Setembro de 1938, o Forte de São Francisco de Lovelhe foi finalmente abatido ao serviço militar, lavrando-se nesse mesmo dia o auto de cedência do mesmo ao Ministério das Finanças. Continuaria arrendado a particulares durante todo o século XX. Não obstante, foi classificado como Imóvel de Interesse Público, por Despacho de 12 de Outubro de 1979 assinado pelo então Secretário de Estado da Cultura do governo de Maria de Lurdes Pintassilgo.
Actualmente, a Comunidade Intermunicipal do Vale do Minho está a desenvolver, em colaboração com os municípios espanhóis vizinhos, o chamado Plano Director das Fortalezas Transfronteiriças do Vale do Minho, com vista a uma melhor valorização e divulgação do património histórico militar que compõe o sistema defensivo da fronteira, no qual se insere o Forte de Lovelhe.

## A Estação Arqueológica de Lovelhe
Na década de 1990, tiveram lugar uma série de trabalhos de limpeza no interior, nos fossos e na envolvente ao forte, com o objectivo de o libertar do mato e do entulho que então havia acumulado. A ocasião foi aproveitada para se levarem a cabo sondagens arqueológicas em vários pontos da fortificação. O objectivo destes trabalhos foi determinar a eventual existência de estruturas militares de cronologias anteriores à sua construção e permitir a realização de alguns trabalhos de recuperação e consolidação das muralhas.
Desde então que o forte e a sua envolvente se constituem num ponto de interesse arqueológico, tão relevante que motivou uma revisão da classificação do forte que, por diploma de 3 de Outubro de 2018, foi re-classificado como Sítio de Interesse Público numa classificação de conjunto designada de Conjunto do Forte de São Francisco de Lovelhe e Estação Arqueológica de Lovelhe.

## Características

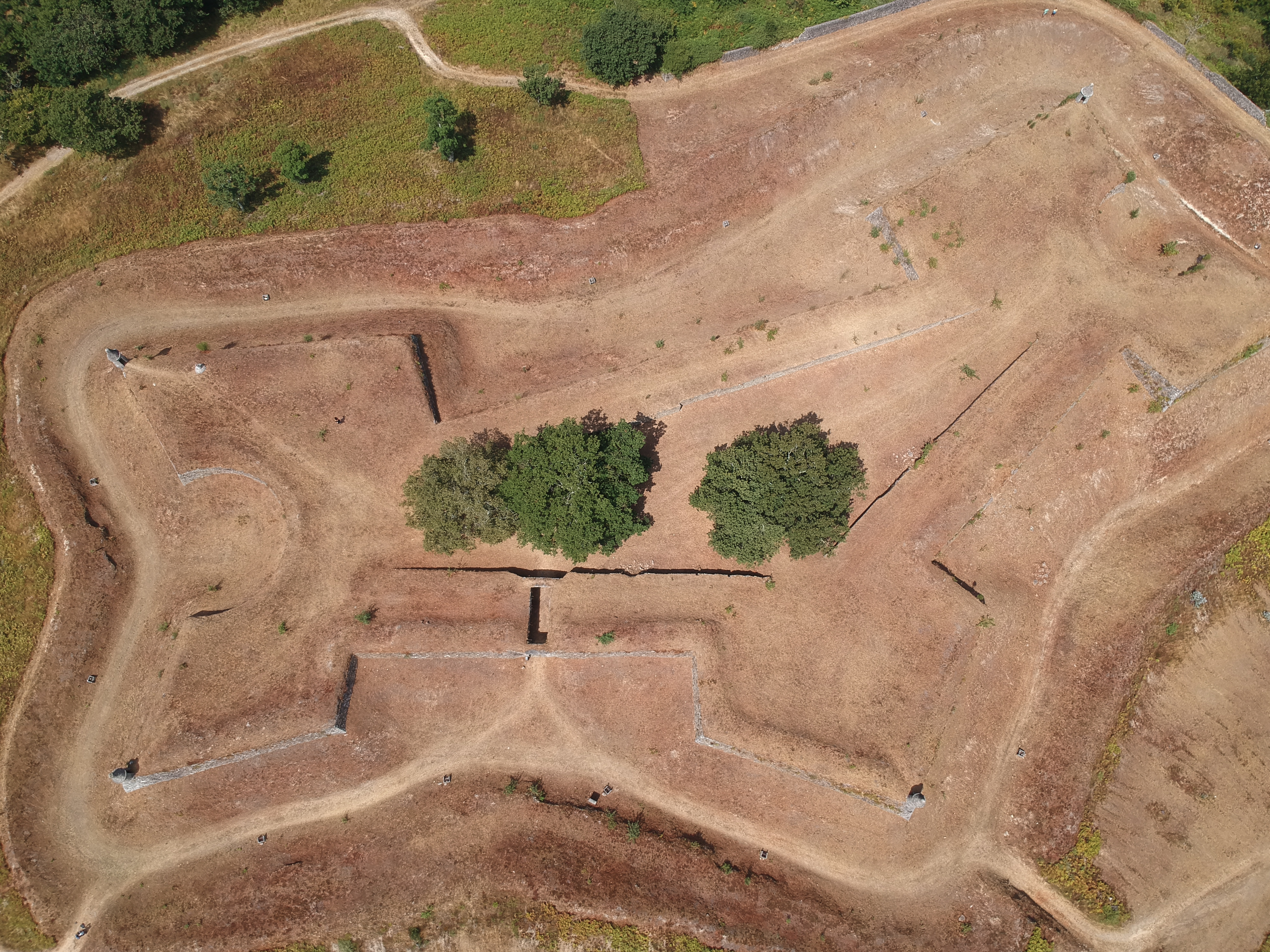
Vista aérea

Muito danificado pelo tempo, pelos elementos e por décadas de abandono, o forte foi erguido de acordo com os modelos e tipologias da arquitetura militar seiscentista, tendo uma planta pentagonal e aproximadamente simétrica a que se adossam cinco baluartes, um em cada vértice. Destes cinco baluartes quatro são de dimensões idênticas e o restante, maior do que os outros, está colocado na parede fronteira à porta-de-armas. Esta porta, actualmente a céu aberto, teria certamente um remate com as armas do Reino de Portugal e uma abóbada de pedra, que cobria a entrada do forte ao longo de toda a grossura da muralha onde está implantada.
Os muros do forte, de paramentos em talude, são baixos, de considerável grossura e recobertos por cantaria de granito, bem aparelhada nos cunhais, tendo tido um cordão e parapeitos (actualmente desaparecidos na sua maior extensão) para defesa imediata do adarve. Não possuem alicerces, assentando directamente sobre o solo natural, estando no entanto as primeiras fiadas de pedras protegidas com terra que foi extraída do fosso aquando da sua escavação. Cada ângulo dos baluartes foi dotado de guaritas, de formato circular, assentes sobre mísulas e com cúpulas piramidais. O interior dos baluartes é cheio de terra, constituindo os seus eirados pontos ideais para a colocação de artilharia, a que se tem acesso por rampas que comunicam com a praça-de-armas. Um pequeno caminho de ronda, um fosso seco e uma contra-escarpa, a todo o redor do exterior da fortaleza, completam as defesas.
Ao redor da praça-de-armas do forte, de terra batida e actualmente muito descaracterizada e invadida por mato rasteiro, terão existido vários edifícios militares de que restam poucos vestígios. Um deles era certamente a capela, provavelmente dedicada a São Francisco, que lhe dá nome. Outros edifícios destinar-se-iam à moradia do governador, ao aquartelamento da guarnição militar e ao armazenamento de víveres e de armamento. O forte terá, também, tido provavelmente uma cisterna de que não restam vestígios visíveis.